# Vic Mizzy
Victor "Vic" Mizzy, född 9 januari 1916 i Brooklyn, New York, död 17 oktober 2009 i Bel Air, Los Angeles, Kalifornien, var en amerikansk kompositör, känd bland annat för signaturmelodin till TV-serien Familjen Addams. Signaturmelodin till den serien har också använts i barnvisan Det var en gång en apa.